# Mătișești (Horea), Alba
Mătișești este un sat în comuna Horea din județul Alba, Transilvania, România.

## Obiective turistice
- Biserica de lemn din Mătișești
- Rezervația naturală Peștera Dirninii (1 ha).
- Rezervația naturală Izbucul Mătișești (1 ha).

## Imagini

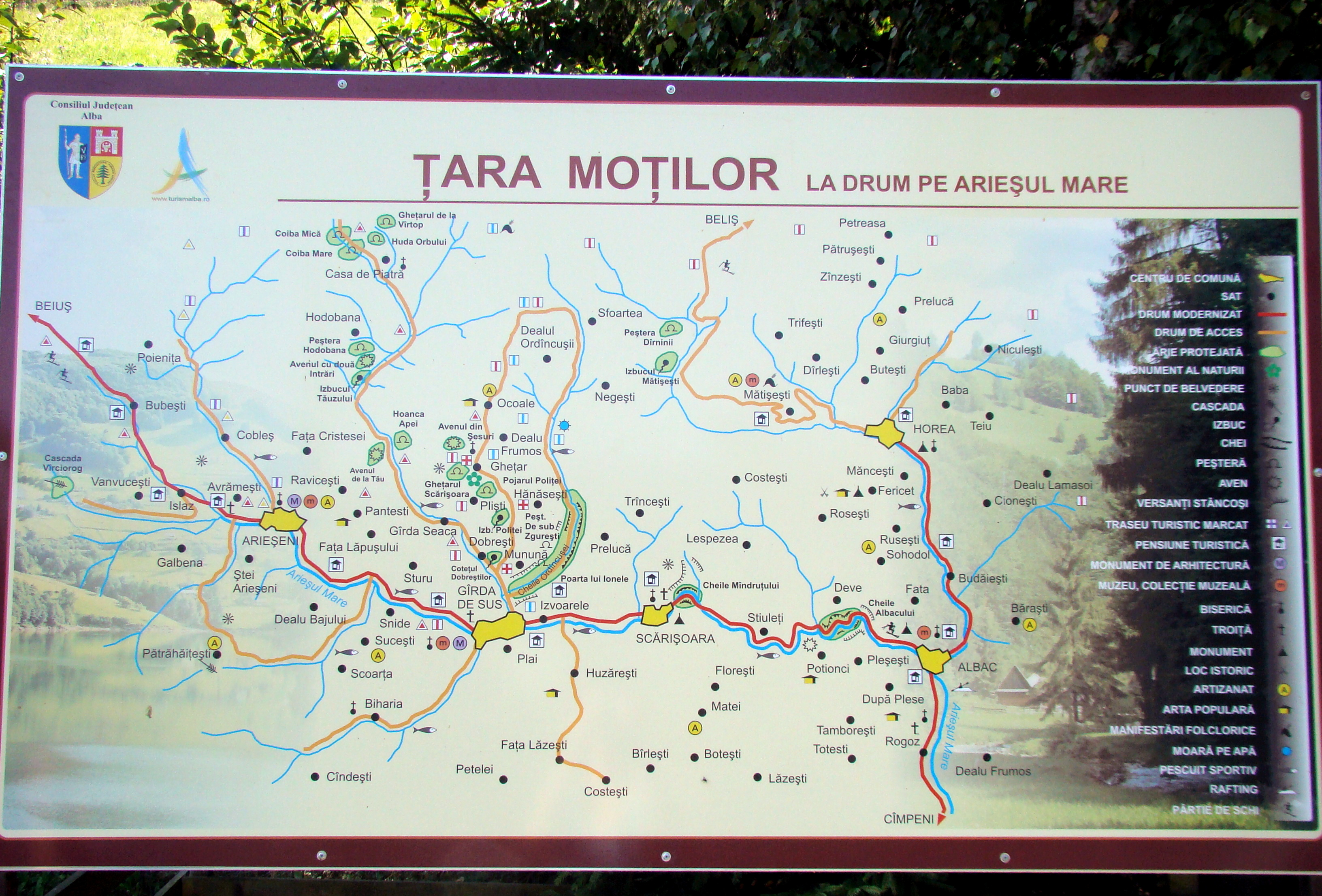
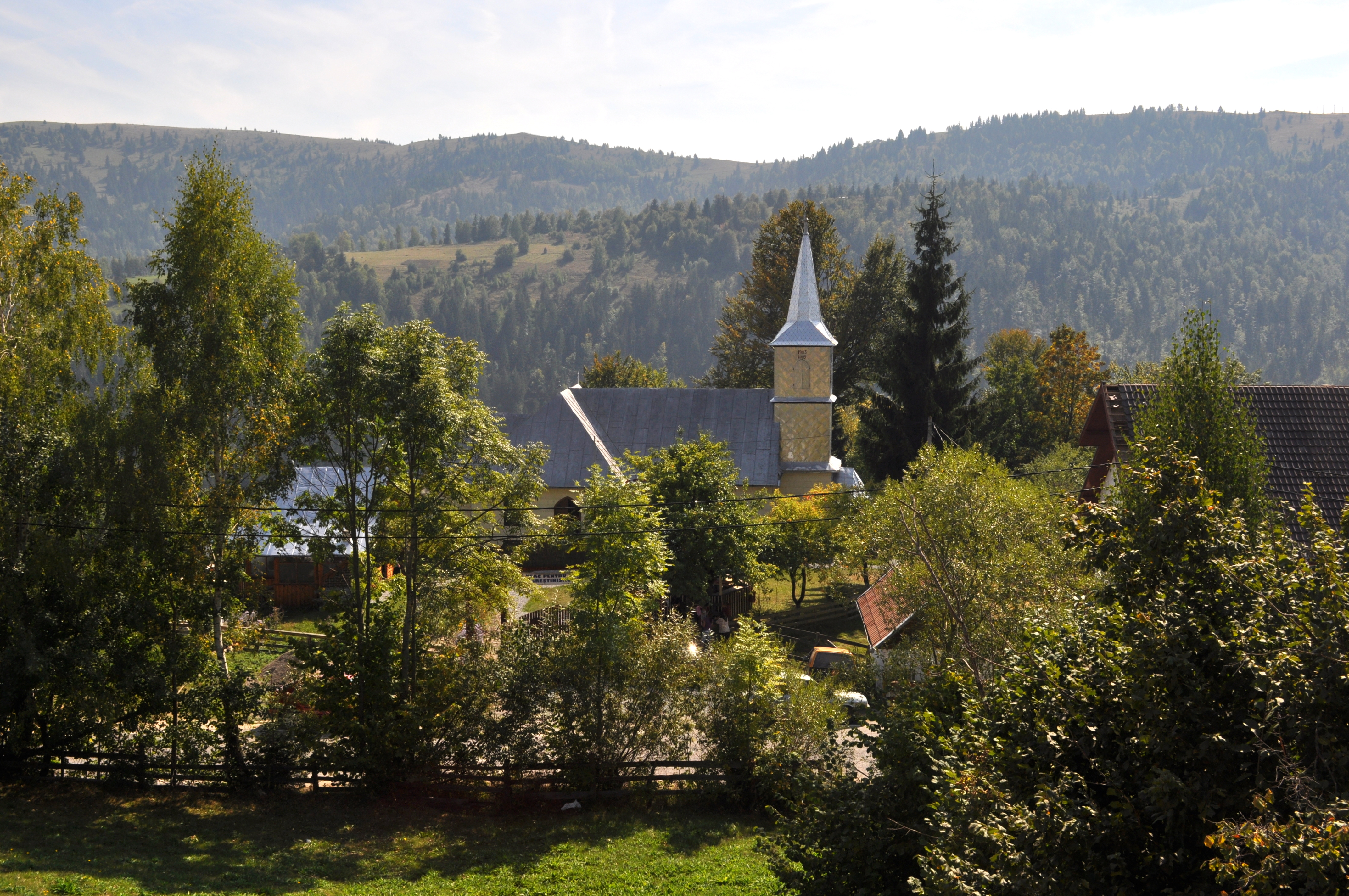
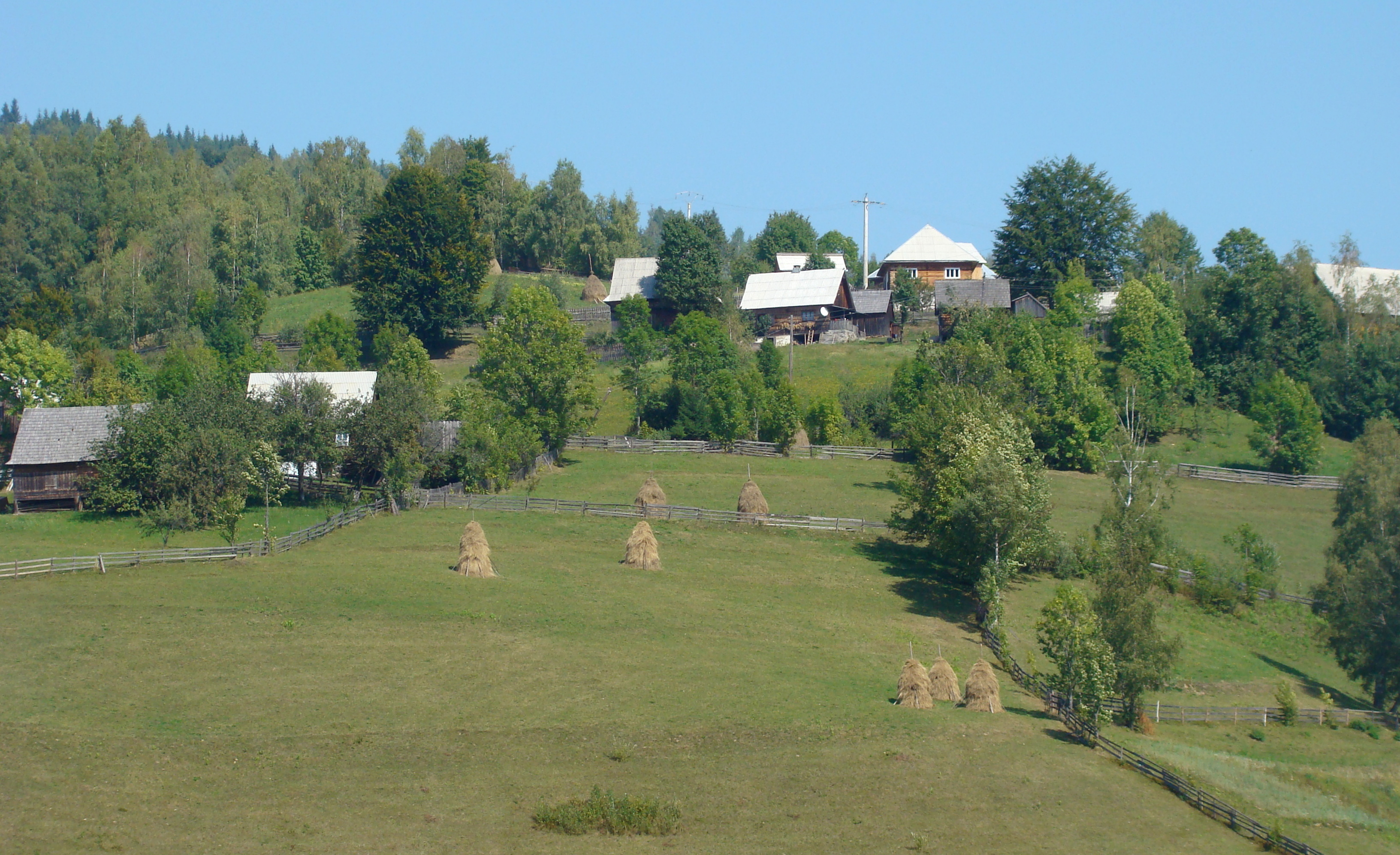
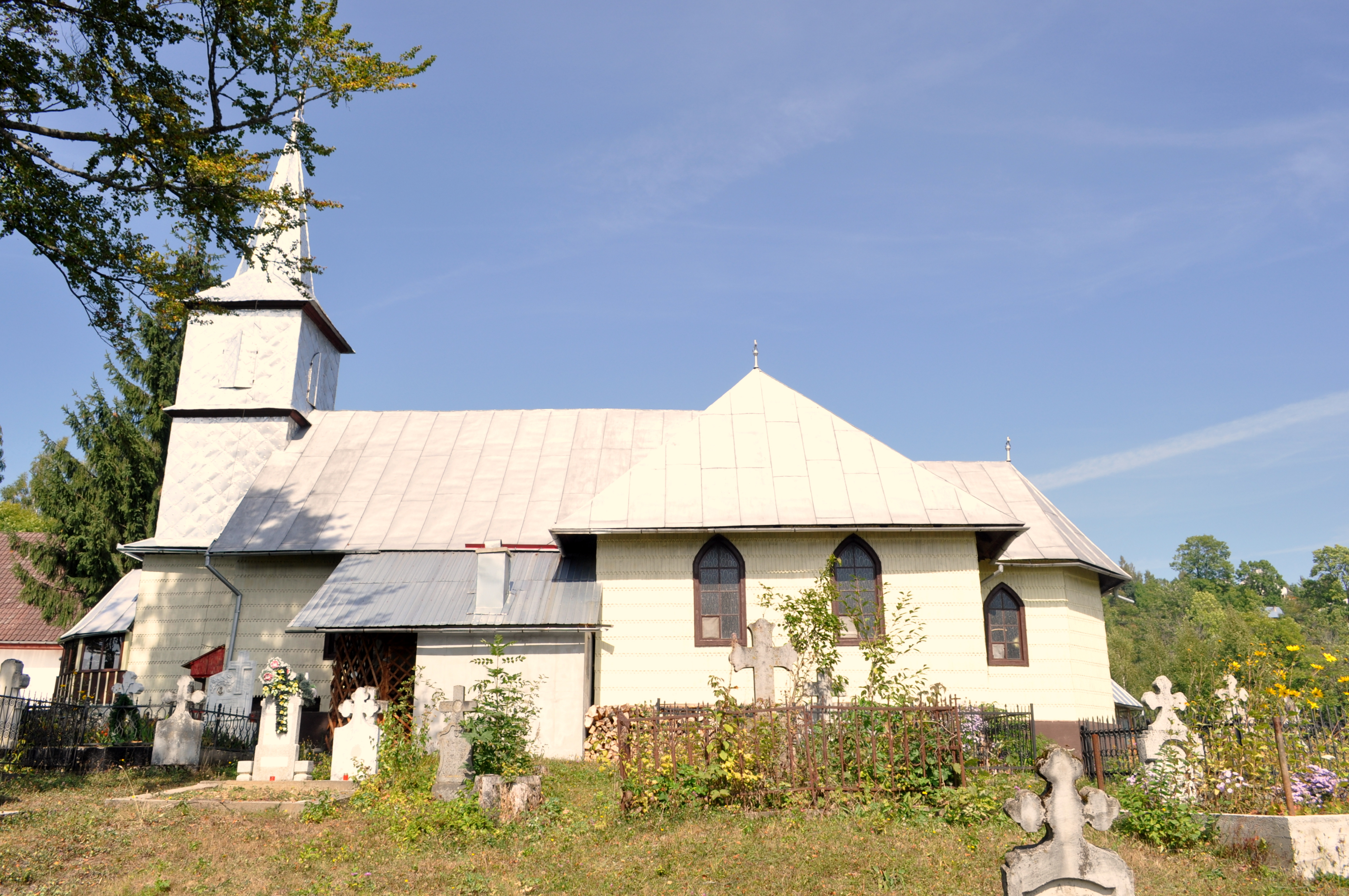
Biserica de lemn din Mătișești
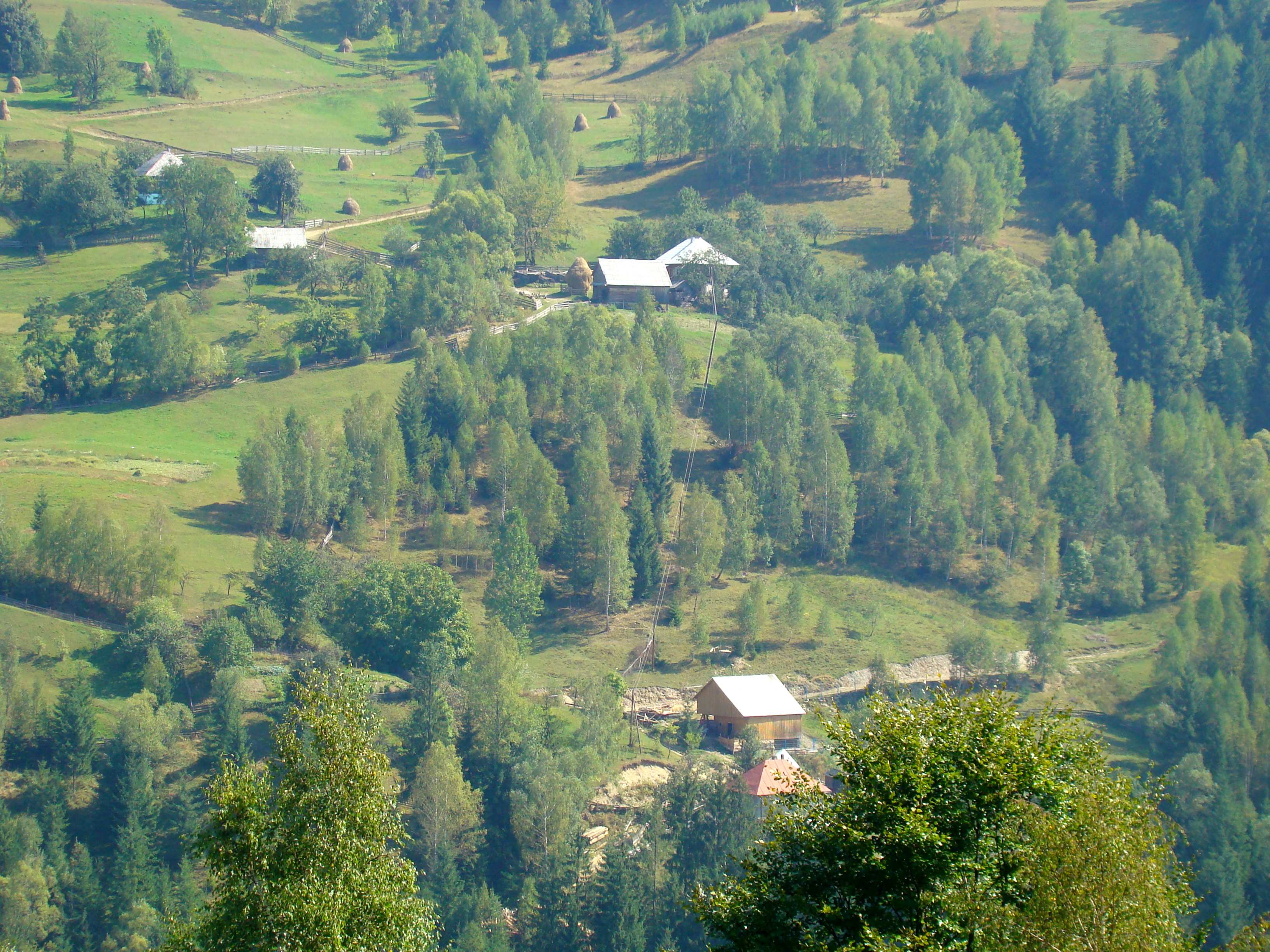
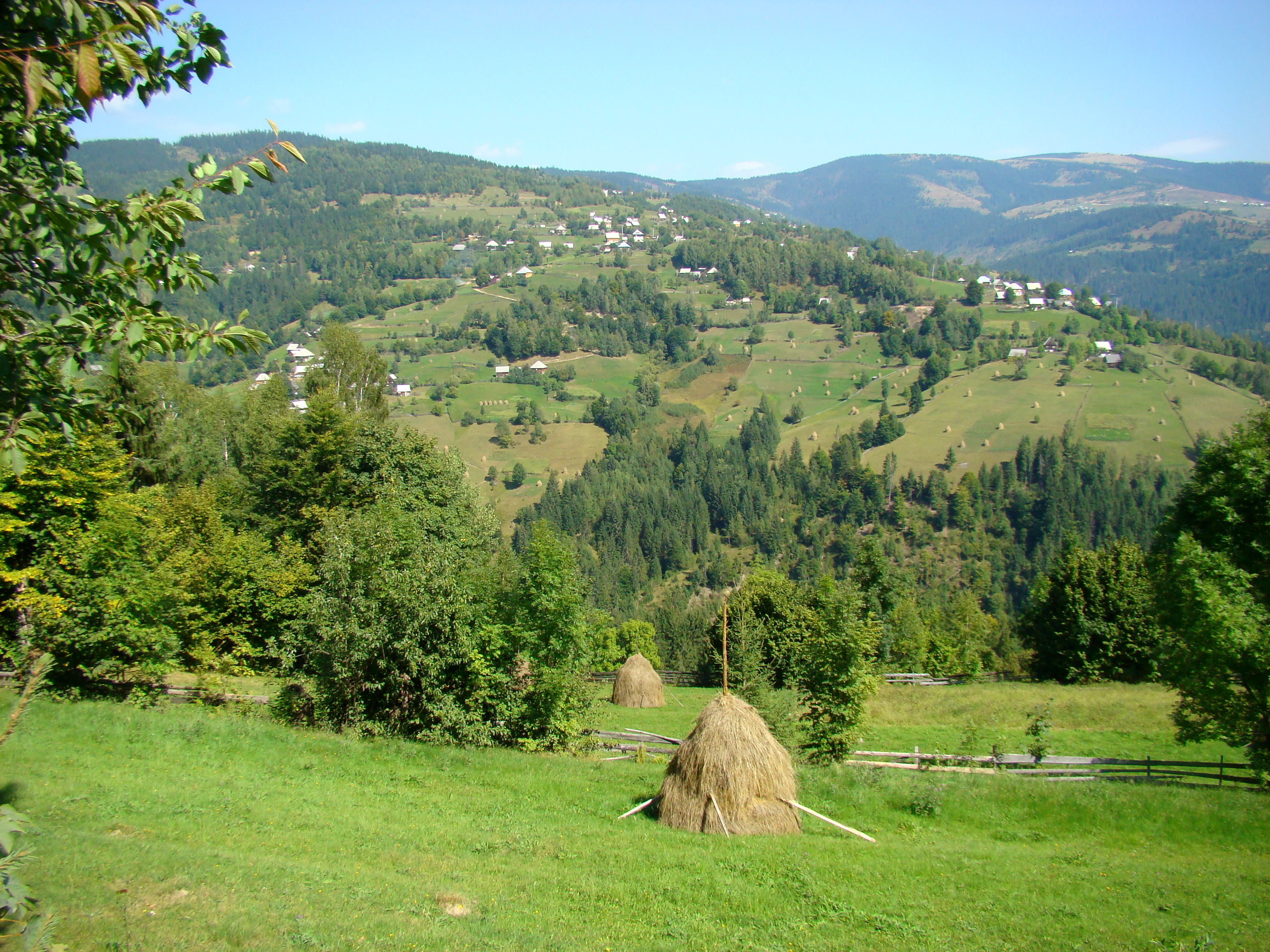